# سياسة الطاقة في أستراليا

البنية التحتية للنفط والغاز في أستراليا

تخضع سياسة الطاقة في أستراليا للتأثير التنظيمي والمالي لجميع مستويات الحكومة الثلاثة في أستراليا، إلا أن المستويات الحكومية الولائية والفدرالية هي فقط من تحدد الصناعات الأولية مثل الفحم. تواصل السياسات الفيدرالية للطاقة في أستراليا دعم صناعات تعدين الفحم والغاز الطبيعي من خلال الدعم المالي لإنتاج واستخدام الوقود الأحفوري. تعتبر أستراليا الدولة العاشرة الأكثر اعتمادًا على الفحم في العالم. الفحم والغاز الطبيعي، إلى جانب المنتجات المعتمدة على النفط، هي حاليًا المصادر الرئيسية لاستخدام الطاقة في أستراليا، وتنتج صناعة الفحم أكثر من 30% من إجمالي انبعاثات الغازات الدفيئة في أستراليا. في عام 2018، كانت أستراليا ثامن أعلى دولة من حيث انبعاثات الغازات الدفيئة للفرد في العالم.
تتضمن سياسة الطاقة الأسترالية مزيجًا من محطات توليد الطاقة بالفحم ومحطات الكهرباء الهيدروليكية. قررت الحكومة الأسترالية عدم بناء محطات للطاقة النووية، على الرغم من أنها واحدة من أكبر الدول المنتجة لليورانيوم في العالم.
تمتلك أستراليا واحدة من أسرع معدلات توريد الطاقة المتجددة على مستوى العالم. دشّنت البلاد 5.2 جيجاوات من الطاقة الشمسية وطاقة الرياح في عام 2018 وحده، وبهذا المعدل، تتجه لتحقيق 50% من الكهرباء المتجددة في عام 2024 و100% في عام 2032. بذلك، قد تكون أستراليا واحدة من الاقتصادات الكبرى الرائدة في مجال تدشين الطاقة المتجددة، لكنها واحدة من أقل الدول استعدادًا على مستوى الشبكات لإجراء هذا التحول، حيث تحتل المرتبة 28 من بين قائمة الاقتصادات المتقدمة البالغ عددها 32 في مؤشر التحول الطاقي لمنتدى الاقتصاد العالمي لعام 2019.

## توليد الكهرباء

### التاريخ والتنظيم

محطات الطاقة المتجددة في أستراليا

بعد الحرب العالمية الثانية، بدأت نيو ساوث ويلز وفيكتوريا بربط شبكات الطاقة المحلية والإقليمية الصغيرة والمستقلة سابقًا في شبكات واسعة تديرها السلطات القانونية العامة مركزيًا. حدثت تطورات مماثلة في الولايات الأخرى. تعاونت كلتا الولايتين الصناعيتين الكبيرتين مع الكومنولث في تطوير وربط مشروع «مجمع جبال سنوي».
أدى النمو الاقتصادي السريع إلى برامج بناء كبيرة وموسعة لمحطات توليد الطاقة العاملة بالفحم، مثل الفحم الأسود في نيو ساوث ويلز والفحم البني في فيكتوريا. بحلول العقد الثامن من القرن المنصرم، ظهرت أسئلة سياسية معقدة تتعلق بالمتطلبات الضخمة للاستثمار والأرض والماء.
بين عامي 1981 و1983، تسببت سلسلة من الانقطاعات والاضطرابات في كلا الولايتين، نتيجة لفشل تصميم المولدات في نيو ساوث ويلز، والنزاعات الصناعية في فيكتوريا، والجفاف في مخازن نظام سنوي (الذي كان يوفر الطاقة الذروية الأساسية لنظم الولاية). نشأ جدل سياسي واسع نتيجة ذلك ومن مقترحات لحكومة نيو ساوث ويلز من قبل لجنة الكهرباء في نيو ساوث ويلز للموافقة العاجلة على بناء محطات جديدة كبيرة في ماردي وأولني على سنترال كوست، وفي مواقع أخرى لاحقًا.
نشأت «لجنة التحقيق في تخطيط توليد الكهرباء في نيو ساوث ويلز»، وقدمت تقريرها في منتصف عام 1985. كان ذلك أول تحقيق مستقل موجه من الخارج نحو نظام الكهرباء الأسترالي. وجدت اللجنة، من بين أمور أخرى، أن محطات الطاقة القائمة كانت غير فعالة للغاية، وأن الخطط لبناء أربع محطات جديدة بقيمة حوالي 12 مليار دولار آنذاك يجب رفضها، وأنه إذا أعيدت هيكلة القطاع فستكون هناك سعة كافية للاستخدام العادي حتى السنوات الأولى من القرن الحادي والعشرين. تحقق هذا التوقع. أوصت اللجنة بتعزيز التنسيق التشغيلي لأنظمة الولايات المتجاورة وترابط أسواق الطاقة الإقليمية في شرق أستراليا.
شكلت تحقيقات نيو ساوث ويلز بداية نهاية احتكارات شركات الطاقة المركزية وأرست مسارًا جديدًا في سياسة الطاقة الأسترالية نحو اللامركزية، والترابط بين الولايات واستخدام الأسواق للتنسيق. نشأت تحقيقات مماثلة بعد ذلك في فيكتوريا (بواسطة البرلمان) وأماكن أخرى، وخلال التسعينيات، أعيدت هيكلة الصناعة تمامًا في جنوب شرق أستراليا وتحولت إلى نظام الشركات بعد ذلك.
بعد التقرير الذي أصدرته لجنة الصناعة حول القطاع، تطورت خطوات نحو سوق وطنية. شكلت توصيات هيلمر دافعًا نحو منافسة شاملة. كان تأسيس سوق الكهرباء الوطنية في عام 1997 أول إنجاز كبير للترتيبات التعاونية الجديدة بين الفدرالية والولايات تحت مظلة مجلس حكومات أستراليا. شملت أحكام الحوكمة قانون الكهرباء الوطني، وتأسيس مدير سوق مركزية عام 1996، وهو شركة إدارة سوق الكهرباء الوطنية، ومنظم، المدير الوطني للكهرباء.
بعد عدة سنوات من الخبرة والجدل مع النظام الجديد، أُجريت عملية إصلاح سوق الطاقة على يد المجلس الوزاري للطاقة. نتيجة لذلك، بدءًا من عام 2004، أنشأ اتفاق وطني أوسع، يشمل الكهرباء والغاز وأشكال أخرى من الطاقة. أدار منظم وطني هذه الترتيبات، المنظم الأسترالي للطاقة، وهيئة صنع قواعد السوق، لجنة سوق الطاقة الأسترالية، ومشغل السوق، مشغل سوق الطاقة الأسترالي.
خلال السنوات العشر بين 1998-1999 إلى 2008-2009، زاد استخدام الكهرباء في أستراليا بمعدل سنوي متوسط قدره 2.5%. في عام 2008-2009، ولدت البلاد ما مجموعه 261 تيراواط-ساعي (940 بيتاجول) من الكهرباء (بما في ذلك الكهرباء خارج الشبكة). بين عامي 2009 و2013، انخفض استخدام الطاقة في سوق الكهرباء الوطنية بنسبة 4.3% أو ما يقرب من 8 تيراواط-ساعة (29 بيتاجول).

### الطاقة العاملة بالفحم
الفحم هو المصدر الرئيسي لتوليد الكهرباء في أستراليا. في عام 2003، أنتجت محطات الفحم 58.4% من الطاقة الإجمالية، تليها الطاقة الكهرومائية (19.1%، منها 17% هي طاقة تخزين مضخمة)، والغاز الطبيعي (13.5%)، ومحطات التحويل بين الوقود الأحفوري السائل/الغاز (5.4%)، ومنتجات النفط (2.9%)، وطاقة الرياح (0.4%)، والكتلة الحيوية (0.2%) والطاقة الشمسية (0.1%). في عام 2003، أنتجت محطات الطاقة العاملة بالفحم 77.2% من إجمالي إنتاج الكهرباء في البلاد، تلاها الغاز الطبيعي (13.8%)، والطاقة الكهرومائية (7.0%)، والنفط (1.0%)، والكتلة الحيوية (0.6%)، والطاقة الشمسية وطاقة الرياح مجتمعتين (0.3%).
كانت القدرة التوليدية الإجمالية من جميع المصادر في عامي 2008-2009 تقريبًا 51 جيجاوات (68,000,000 حصان) مع متوسط استخدام للطاقة الإنتاجية بنسبة 52%. شكلت محطات الفحم الأغلبية من القدرة التوليدية التي بلغت في عامي 2008-2009 29.4 جيجاوات (39,400,000 حصان). في عامي 2008–2009، أنتج ما مجموعه 143.2 تيراواط-ساعة (516 بيتاجول) من الفحم الأسود و56.9 تيراواط-ساعة (205 بيتاجول) من الفحم البني. باعتماد على تكلفة الفحم في محطة الطاقة، كانت التكلفة الهامشية طويلة الأمد للكهرباء المعتمدة على الفحم في محطات الطاقة في شرق أستراليا بين 7 و8 سنتات لكل كيلوواط ساعي، وهو ما يعادل حوالي 79 دولارًا لكل ميجاواط ساعي.

### الطاقة الكهرومائية
تشكل الطاقة الكهرومائية ما بين 6.5 إلى 7% من إجمالي توليد الكهرباء في سوق الكهرباء الوطنية. يعد مشروع جبال سنوي الضخم أكبر منتج للطاقة الكهرومائية في فيكتوريا الشرقية وجنوب نيو ساوث ويلز.

### طاقة الرياح
بحلول عام 2015، بلغت السعة الإجمالية لطاقة الرياح 4187 ميغاواط، مع وجود 15284 ميغاواط إما قيد التخطيط أو قيد الإنشاء. في أكتوبر 2015، شكلت طاقة الرياح 4.9% من إجمالي الطلب على الكهرباء في أستراليا و33.7% من إجمالي إمدادات الطاقة المتجددة. في أكتوبر 2015، كان هناك 76 مزرعة رياح في أستراليا، واحتوى معظمها على توربينات تتراوح قدرتها من 1.5 إلى 3 ميغاواط.